# Качич-Миошич, Андрия

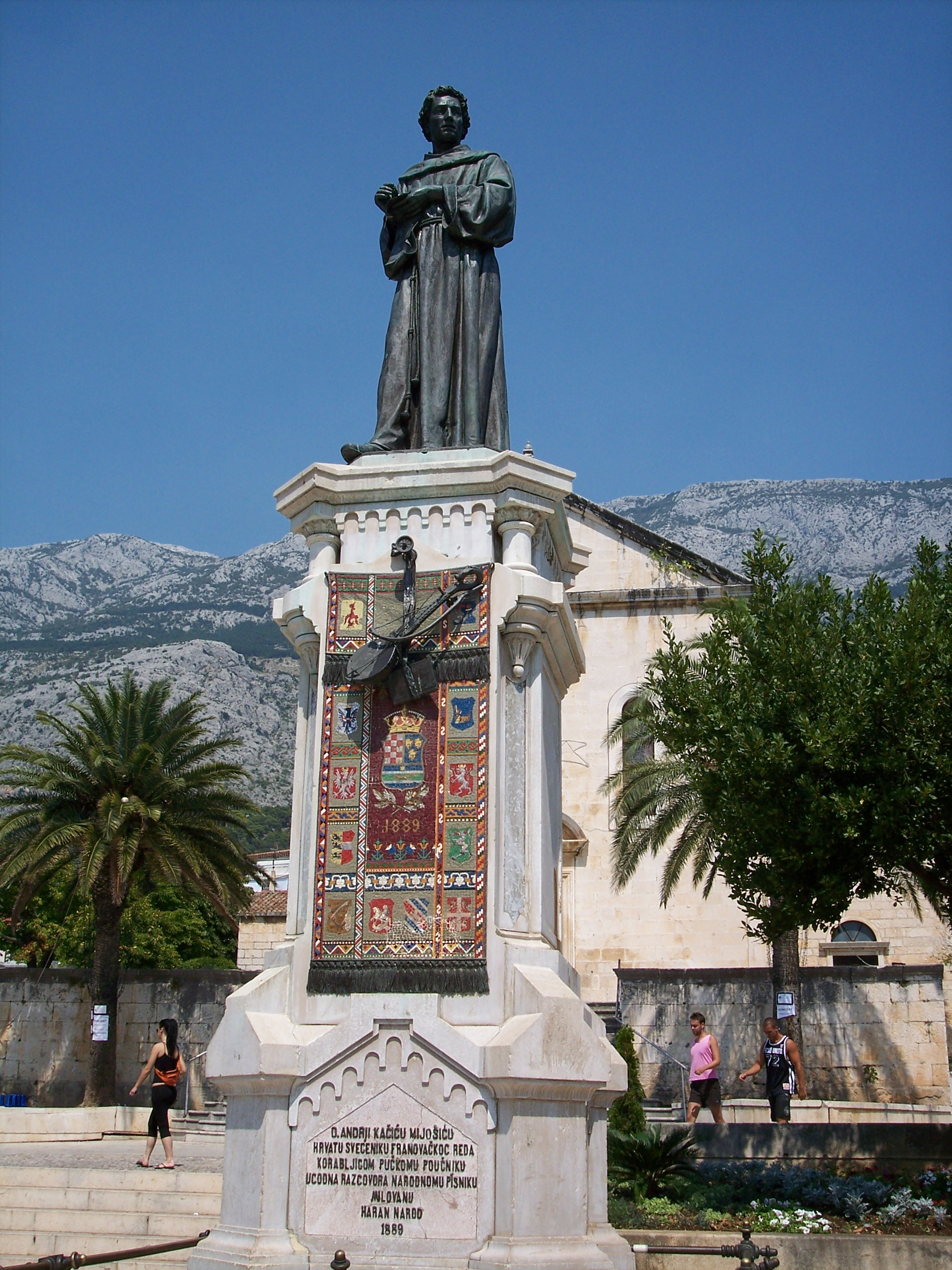
Памятник Качичу-Миошичу в Макарске

Андрия Качич-Миошич (хорв. Andrija Kačić Miošić, 17 апреля 1704, Брист — 14 декабря 1760, Заострог) — хорватский поэт и философ, один из видных представителей хорватского литературного возрождения.

## Биография
Родился в Далмации, в деревне Брист неподалёку от Макарски. Принадлежал к знатной хорватской дворянской семье Кашичей, которая однако в XVIII столетию утратила своё богатство и некогда обширные земельные владения. В детстве был отдан для воспитания и обучения своему дяде — образованному монаху-францисканцу Луке Томашевичу. В шестнадцатилетнем возрасте сам вступил в члены францисканского ордена. Изучал философию и богословие во францисканском монастыре Заострога, окончил образование в Буде.
После возвращения на родину в 1730 году преподавал в философской школе Шибеника и в местной семинарии, через 10 лет отправился во францисканский монастырь Сумартина (о. Брач), где в 1747 году стал настоятелем. с 1750 года до смерти в 1760 году подвизался в монастыре Заострога.

## Творчество
Автор философско-богословского трактата на латыни «Elementa peripathetica juxta mentem subtilissimi doctoris Joannis Duns-Scoti», изданного в 1750 году в Венеции. Занимался переводами библейских текстов, в частности перевёл на хорватский пятикнижие Моисеево. Увлекался собиранием народного фольклора. Незадолго до смерти издал несколько философских работ и историческую хронику «Korabljica» (1760).
Самым значительным произведением Качича-Миошича стала поэма «Razgovor ugodni naroda slovinskoga» («Приятная беседа народа славянского», 1756), представлявшая собой историческое повествование в стихах. По форме и языку поэма близка к народной поэзии, написана десятисложным стихом, типичным для народного творчества и включает в себя фрагменты народного фольклора, так что по некоторым частям произведения ведутся споры, принадлежит ли их авторство Качичу-Миошичу или они относятся к записанному им фольклору. В поэме Качич-Миошич описывает историю южных славян с античности до современных ему времён, особое внимание уделяя героической борьбе с турецким нашествием. Особое место в поэме отведено идее славянской общности и братства, славян от Адриатики до Северного моря он описывает как один народ. Собственно исторический материал был почерпнут поэтом из трудов историков Мавро Орбини и Павао Риттера Витезовича.
Поэма быстро стала одной из самых популярных книг в народе и оставалась таковой долгое время. Популярность поэмы, написанной на штокавском диалекте, отчасти сыграла свою роль в закреплении штокавицы, как литературного стандарта хорватского языка. Фрагменты поэмы, посвящённые восстанию Скандербега послужили основой для трагедии «Скандербег» Ивана Кукулевича-Сакцинского. Поэма вдохновляла и многих других хорватских поэтов и писателей последующих веков.